# 9605 A Coruña
9605 A Coruña eller 1992 AP3 är en asteroid i huvudbältet som upptäcktes den 11 januari 1992 av den venezolanske astronomen Orlando A. Naranjo vid Observatorio Astronómico Nacional de Llano del Hato. Den är uppkallad efter den spanska staden A Coruña.